# 'Alî Sharî'atî
 (avril 2018).
Si vous disposez d'ouvrages ou d'articles de référence ou si vous connaissez des sites web de qualité traitant du thème abordé ici, merci de compléter l'article en donnant les références utiles à sa vérifiabilité et en les liant à la section « Notes et références ».
'Alî Sharî'atî, ou Ali Shariati, en persan : علی شريعتی, né près de Sabzevar le 23 novembre 1933 et mort à Southampton le 19 juin 1977, est un sociologue, philosophe et militant politique iranien. Ses discours enflammés à l'Hosseinye Ershad, mosquée située au nord de Téhéran, attirèrent des foules immenses, notamment parmi les jeunes. Même s'il est connu pour ses études sociologiques sur les religions, en particulier sur l'islam et le chiisme, c'était surtout un grand orateur, qui présentait une nouvelle lecture modernisée de l'islam et du chiisme.
Il naît en 1933 à Mazînân (Khurâsân, nord-est de l'Iran), fils du prédicateur Muhammad Takî Sharî'atî. Il reçoit sa formation secondaire à Mashhad, et se qualifie comme enseignant en 1951. Ses premières publications et traductions, ainsi que son entrée en politique, datent de cette époque. En 1956, il entre comme étudiant à la faculté des lettres de Mashhad. Licencié en 1959, il est récompensé par une bourse d’études. L’année suivante, il part à Paris où il étudie l’histoire religieuse et la sociologie et parallèlement collabore avec le FLN.

## Biographie
Il naît en 1933 à Mazînân (Khurâsân, nord-est de l'Iran), fils du prédicateur Muhammad Takî Sharî'atî. En 1948, il entre au Centre de la propagation des vérités islamiques fondé par son père Mohammad-Taghi, grand exégète du Coran, un clerc éclairé devenu enseignant laïc. Il reçoit sa formation secondaire à Mashhad.
En 1952, à la fin de son 1er cycle des études secondaires, il devient enseignant au lycée, et fonde l’association islamique des élèves. Il est arrêté à la suite d'une manifestation antigouvernementale. En 1953, il devient membre du Mouvement de la résistance nationale. En 1954, il obtient le baccalauréat en lettres, il traduit de l’arabe un livre de Kashif al-qetâ’, Les archétypes moraux en islam.
En 1955, il entre en faculté de lettres de Mashhad, et traduit Abû-Zar al-Qaffârî, Un socialiste théiste, de l'auteur égyptien Jodat al-Sahhâr ; il rédige un traité sur l’Histoire de l’évolution de la philosophie. En 1957, il est arrêté avec 16 autres membres du M.R.N à Machhad.
En 1959, il obtient une bourse d'études en France, il est élu comme meilleur étudiant de licence de lettres (1958), il débute de collaboration à Paris avec le FLN. En 1960, il fait la connaissance de Frantz Fanon et fait la traduction d’une anthologie de l'œuvre de celui-ci.
En 1961, il mène des activités politiques au sein de l’opposition national-démocratique et la confédération des étudiants iraniens, il participe au journal Iran Libre du Front national et son organe théorique La Pensée du Front où il présente Fanon pour la première fois dans la littérature révolutionnaire persane. Il est arrêté à Paris à la suite de la manifestation des étudiants devant l’ambassade de Belgique lors du martyre de Patrice Lumumba, le 17 janvier, et dialogue avec Guioze (intellectuel togolais) à la prison de la Cité.
En 1962, il fait des études et des recherches en sociologie et histoire des religions, il suit les cours de Louis Massignon, Jacques Berque et Georges Gurvitch, il fait la connaissance de Jean-Paul Sartre et du milieu intellectuel français, et publie en Iran L'Occidentalite de Jalal Al-Ahmad. En 1963, il obtient un doctorat en lettres à l'université de Paris sous la direction de Gilbert Lazard.
En 1964, il retourne en Iran, il y est arrêté à la frontière et incarcéré à Téhéran. Entre 1965 et 1972, il est professeur d’histoire à l’université de Mashhad, après une période d’enseignement dans les écoles, et il publie ses cahiers intimes, Désert et son Islamologie. Il fait une série de discours et de conférence à travers le pays et les universités, surtout à Téhéran, dans le centre culturel et religieux de Hosseiniyeh Ershâd, fermé sous l’ancien régime à la demande du clergé conservateur. Il est ensuite interdit de publication et de toute intervention publique.

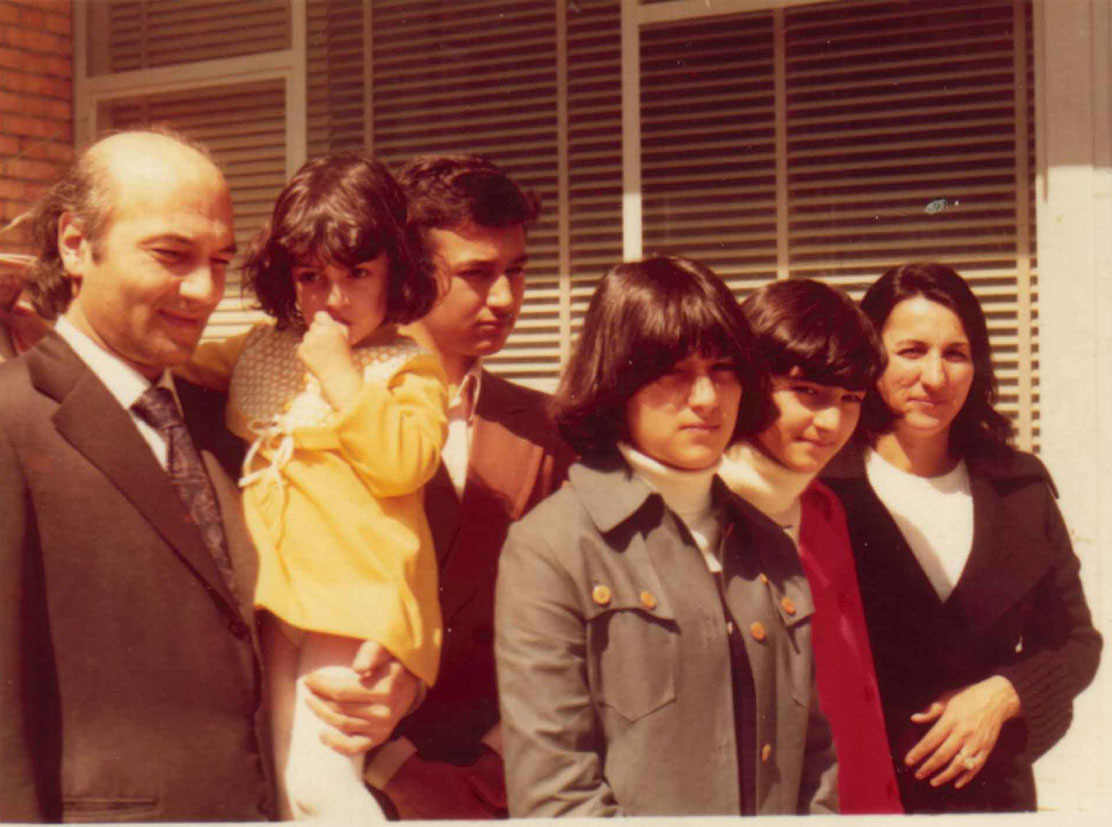
Ali Shariati et sa famille après sa sortie de prison.

Entre 1973 et 1975, il est détenu pendant dix-huit mois par la SAVAK, police politique du Shah, dans les cellules d’isolement, puis libéré après les accords d’Alger mais assigné à résidence.
Le 15 mai il quitte volontairement son pays, qui lui devenait intolérable. Deux heures avant de s’envoler, il écrit à son père une lettre importante, qui est aujourd’hui un message spirituel et un programme de rénovation collective. Il éprouvait l’islam, et dans l’islam le chiisme, d’abord en tant que foi. Considéré comme l'un des penseurs de la « gauche islamique », il critique certains aspects de la pratique religieuse en Iran, estimant que l'islam contient par nature une dynamique contre la tyrannie et en faveur de la liberté, l’égalité et l’émancipation des femmes et des hommes.
Le 17 mai 1977, après avoir réussi à quitter l’Iran sous son second nom de famille, son épouse, prise en otage, se voit interdite de sortie à l’aéroport. Le 19 juin, Shariati meurt dans des circonstances obscures (officiellement d'une attaque cardiaque, mais selon de nombreux observateurs il s'agirait d'un assassinat par la Savak) à Southampton en Angleterre.
Généralement considéré comme l'idéologue de la révolution iranienne, il n'en fut pas moins critiqué par les mollahs qui l'accusent de laïcisme et d'occidentalisme.

## Shariatisme
Pour les articles homonymes, voir [[:soutenir la mise en œuvre de la Charia (Sharia). Pour cela, voir Charia#Par pays]].
Le shariatisme (persan : شریعتیگرایی) est un ensemble d'idées qui décrit l'inspiration, la vision et l'œuvre d'Ali Shariati.
Shariati a cherché à faire revivre les courants révolutionnaires du chiisme. Son interprétation du chiisme encourageait la révolution dans le monde et promettait le salut après la mort. Il opposait son « chiisme rouge » au « chiisme noir », non révolutionnaire, ou au chiisme duodécimain des Séfévides. Ses idées ont été comparées au mouvement catholique de la théologie de la libération, fondé en Amérique du Sud par le Péruvien Gustavo Gutiérrez Merino et le Brésilien Leonardo Boff.
Shariati était un éminent philosophe de l'islam, qui soutenait qu'une bonne société devait se conformer aux valeurs islamiques. Il a suggéré que le rôle du gouvernement était de guider la société de la meilleure façon possible plutôt que de la gérer de la meilleure façon possible. Il estimait que les membres les plus érudits, les oulémas devaient jouer un rôle de premier plan dans l'orientation de la société, car ce sont eux qui savent le mieux comment administrer un système de valeurs islamiques fondé sur les enseignements des prophètes de Dieu et des douze imams. Selon lui, le rôle du clergé est de guider la société conformément aux valeurs islamiques afin de permettre aux êtres humains d'atteindre leur potentiel le plus élevé, et non de satisfaire les désirs hédonistes des individus, comme c'est le cas en Occident.
Dans le même temps, Shariati se montre très critique à l'égard de certains religieux et défend les marxistes. « Nos mosquées, la gauche révolutionnaire et nos prédicateurs », a-t-il déclaré, « travaillent au profit des personnes démunies et contre les riches et les luxueux... Nos clercs qui enseignent la jurisprudence et émettent des fatwas sont de droite, capitalistes et conservateurs ; notre fiqh est tout simplement au service du capitalisme. »
Les travaux de Shariati ont été fortement influencés par le tiers-mondisme qu'il a rencontré lorsqu'il était étudiant à Paris — des idées selon lesquelles la guerre des classes et la révolution apporteraient une société juste et sans classe - d'une part, et par la pensée de décolonisation épistémique de son époque, d'autre part. On dit qu'il a adopté l'idée de Gharbzadegi de Jalal Al-e-Ahmad et qu'il lui a donné « sa seconde vie la plus vibrante et la plus influente ».
Il a cherché à traduire ces idées en symboles culturels du chiisme auxquels les Iraniens pouvaient s'identifier. Shariati pensait que les chiites ne devaient pas se contenter d'attendre le retour du douzième imam, mais qu'ils devaient œuvrer activement pour hâter son retour en luttant pour la justice sociale, « jusqu'à embrasser le martyre », affirmant que « chaque jour est Achoura, chaque lieu est bataille de Kerbala ».
Lorsqu'il a écrit les trois lettres à Frantz Fanon, Shariati pensait, contrairement à lui, qu'il n'était pas vrai qu'il fallait renoncer à la religion pour lutter contre l'impérialisme. Il pensait que les gens pouvaient combattre l'impérialisme uniquement en retrouvant leur identité culturelle. Dans certains pays, cette identité était liée à des croyances religieuses fondamentales. Shariati fait référence à la maxime du retour à soi.
Le théoricien social Asef Bayat a consigné ses observations en tant que témoin et participant à la révolution iranienne de 1979. Il affirme que Shariati est apparu au moment de la révolution comme « un intellectuel révolutionnaire sans égal », ses portraits étant largement présents lors des marches et des manifestations et son surnom de mo'allem-e enqilab (mentor révolutionnaire) étant scandé par des millions de personnes et sa littérature et ses cassettes étant déjà largement disponibles avant la révolution. « Mon père », se souvient M. Bayat, « à peine alphabétisé, possédait ses propres copies » des œuvres de Shariati.

## Neo-shariatisme
Le néo-shariatisme est constitué d'un groupe particulier de partisans de Shariati qui ont émergé dans les années 1990, à la suite de débats avec des intellectuels post-islamistes en Iran. Selon les vues néo-Shariatistes, la vie intellectuelle de Shariati est divisée en périodes de jeunesse et de maturité, séparant ses idées intrinsèques de ses idées contingentes. [Shariati est également considéré comme un « projet inachevé », ce qui signifie qu'« il y a beaucoup d'impensés dans la pensée de Shariati » et qu'il incombe au mouvement néocharatiste d'achever son projet. Il existe deux tendances distinctes dans le néocharitisme : l'une lit les œuvres de Shariati « phénoménologiquement dans le contexte intellectuel et l'horizon de son époque et ses impacts sur le contexte intellectuel et la perspective contemporains », tandis que l'autre tente de lire Shariati dans sa « structure conceptuelle ».
Ce courant a été décrit comme « l'opposition de loin la plus courtoise » au gouvernement de la République islamique, qui à son tour « ne l'a jamais traité avec le respect qu'il méritait ».

## Shariati et les intellectuels français
Ali Shariati était un ami personnel de Jean-Paul Sartre et Simone de Beauvoir. Il a entretenu une longue correspondance avec Frantz Fanon et a traduit en persan les œuvres d'Ernesto Che Guevara.
Différents intellectuels français ont manifesté leur sympathie à l'égard de l’idéologie de Shariati, parmi lesquels Roger Garaudy ou Georges Gurvitch.

## Œuvres

### Histoire et Destinée
Selon Jacques Berque, cet ouvrage témoigne la sensibilité et la passion spirituelle de Shariati. Le texte donne l’impression d'un commentaire poétique de la sourate XCVII al Qadr (la Destinée). Il traduit encore le désespoir ressenti face à ce cimetière de l’humanité si visiblement présent dans l’Iran du Shah.[pas clair]

## Publications d'Ali Shariati en langue française
- Histoire et Destinée, Sindbad, 1982
- L’Omma & l’Immat, La communauté islamique et la direction spirituelle et temporelle, Al-Bouraq, 2007
- Muhammed, De l’hégire à la mort, Al-Bouraq, 2007
- Fatima est Fatima, l’Idéal universel féminin, Al-Bouraq, 2009